# Міністерство транспорту та зв'язку України
Міністе́рство тра́нспорту та зв'я́зку Украї́ни — колишній центральний орган виконавчої влади України. 9 грудня 2010 року міністерство реорганізоване в Міністерство інфраструктури України.
Міністерство транспорту та зв'язку України здійснювало керівництво транспортно-дорожнім комплексом, відповідало за його розвиток, координувало роботу об'єднань, підприємств, установ та організацій автомобільного, авіаційного, залізничного, морського і річкового транспорту і дорожнього господарства, що входили у сферу його управління. У своїй діяльності керувалося положенням затвердженим 2006 року.
Керівником Міністерство транспорту та зв'язку був Міністр, якого призначала на посаду і звільняла Верховна Рада України.
Керівництво підприємствами транспорту і дорожнього господарства Міністерство транспорту та зв'язку України здійснювало через галузеві урядові органи управління.

## Основні завдання
Основними завданнями міністерства були: здійснення державного керування транспортним комплексом України; реалізація державної політики становлення і розвитку транспортно-дорожнього комплексу України для забезпечення своєчасного, повного і якісного задоволення потреб населення і суспільного виробництва в перевезеннях; забезпечення взаємодії і координації роботи автомобільного, авіаційного, залізничного, морського і річкового транспорту і дорожнього комплексу, здійснення заходів для створення єдиної транспортної системи України; створення рівних умов для розвитку господарської діяльності підприємств транспорту усіх форм власності; забезпечення входження транспортно-дорожнього комплексу України до європейської та світової транспортних систем на принципах Європейської транспортної політики.

## Будинок міністерства

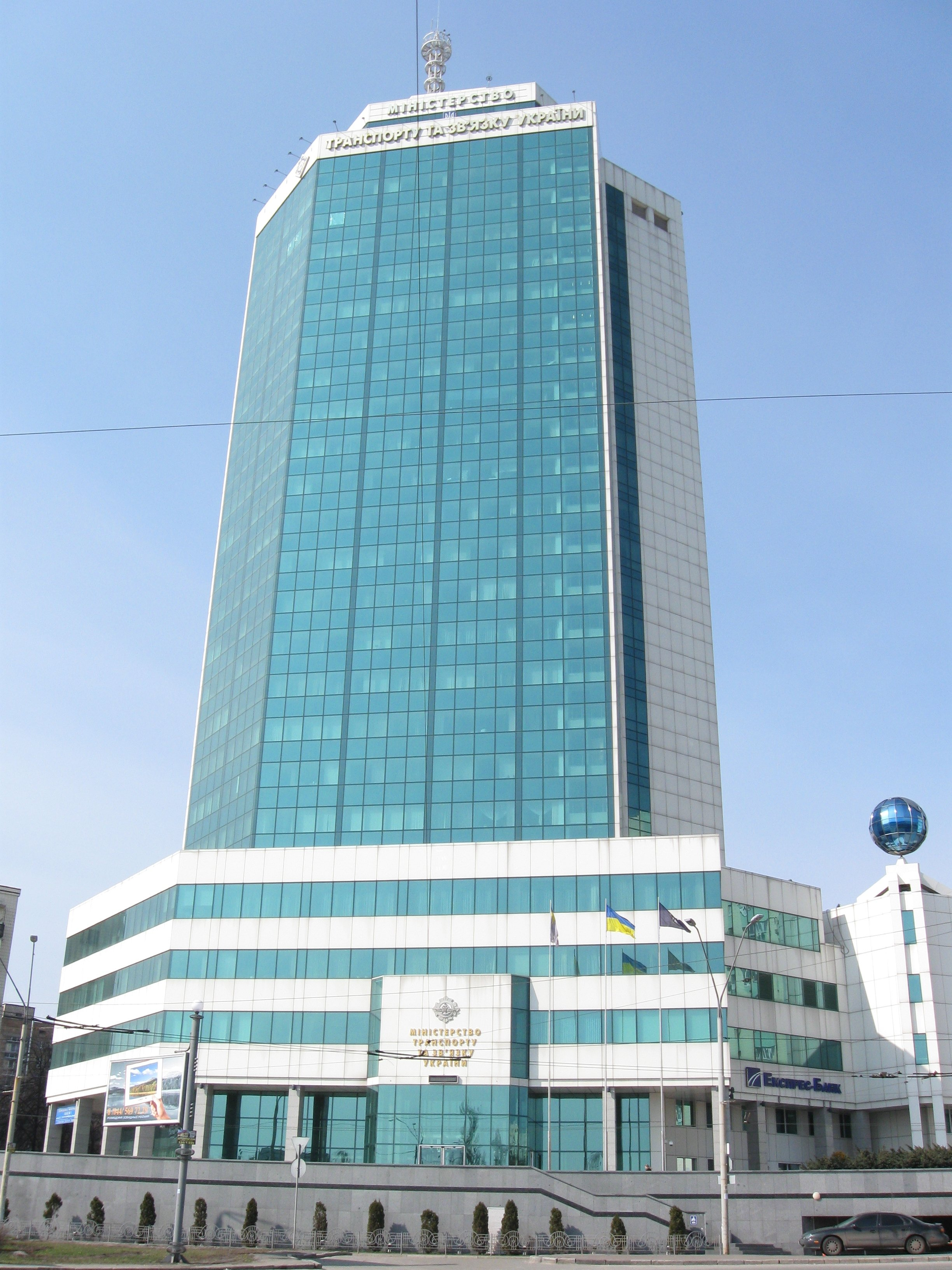
Будинок Міністерства транспорту та зв'язку України

Із грудня 2003 центральний апарат міністерства розташований у хмарочосі в Києві на проспекті Перемоги, 14.

## Структура Міністерства
- Державна служба автомобільних доріг

- Режимно-секретний сектор
- Сектор мобілізаційної роботи
- Управління аналітичного забезпечення роботи міністра та колегії (патронатна служба)
- Управління кадрів
- Департамент правового забезпечення
- Управління контролю та діловодства

Перший заступник міністра
- Державна спеціальна служба транспорту
- Департамент безпеки у галузі

Заступник міністра
- Департамент розвитку та координації систем транспорту та зв'язку
- Департамент зовнішньоекономічних зв'язків

Заступник міністра
- Державна адміністрація залізничного транспорту України
- Департамент залізничного транспорту
- Департамент державної власності

Заступник міністра
- Управління бухгалтерського обліку та звітності
- Департамент фінансового регулювання та соціально-економічної політики

Заступник міністра
- Управління забезпечення державної політики та стратегії розвитку автомобільного транспорту
- Відділ з питань підготовки транспорто-дорожньої галузі та сфери інформатизації до проведення ЄВРО-2012

Заступник міністра — голова Державної авіаційної адміністрації
- Державна авіаційна адміністрація

Заступник міністра — голова Державної адміністрації автомобільного транспорту
- Державна адміністрація автомобільного транспорту
- Головна державна інспекція на автомобільному транспорті

Заступник міністра — директор Державної адміністрації морського та річкового транспорту (Укрморрічфлоту)
- Державна адміністрація морського та річкового транспорту

Заступник міністра — голова Державної адміністрації зв'язку
- Державна адміністрація зв'язку

Заступник міністра
- Контрольно-ревізійне управління

## Міністри
- Кірпа Георгій Миколайович
- Червоненко Євген Альфредович
- Бондар Віктор Васильович
- Рудьковський Микола Миколайович
- Вінський Йосип Вікентійович
- Єфименко Костянтин Олексійович

## Виноски
1. ↑  Указ Президента України від 9 грудня 2010 року № 1085/2010 «Про оптимізацію системи центральних органів виконавчої влади»
2. ↑  Кабінет Міністрів України - ПОЛОЖЕННЯ про Міністерство транспорту та зв'язку України. www.kmu.gov.ua (ua) . Архів оригіналу за 30 жовтня 2019. Процитовано 30 жовтня 2019.